# Mavrovo (Dorf)

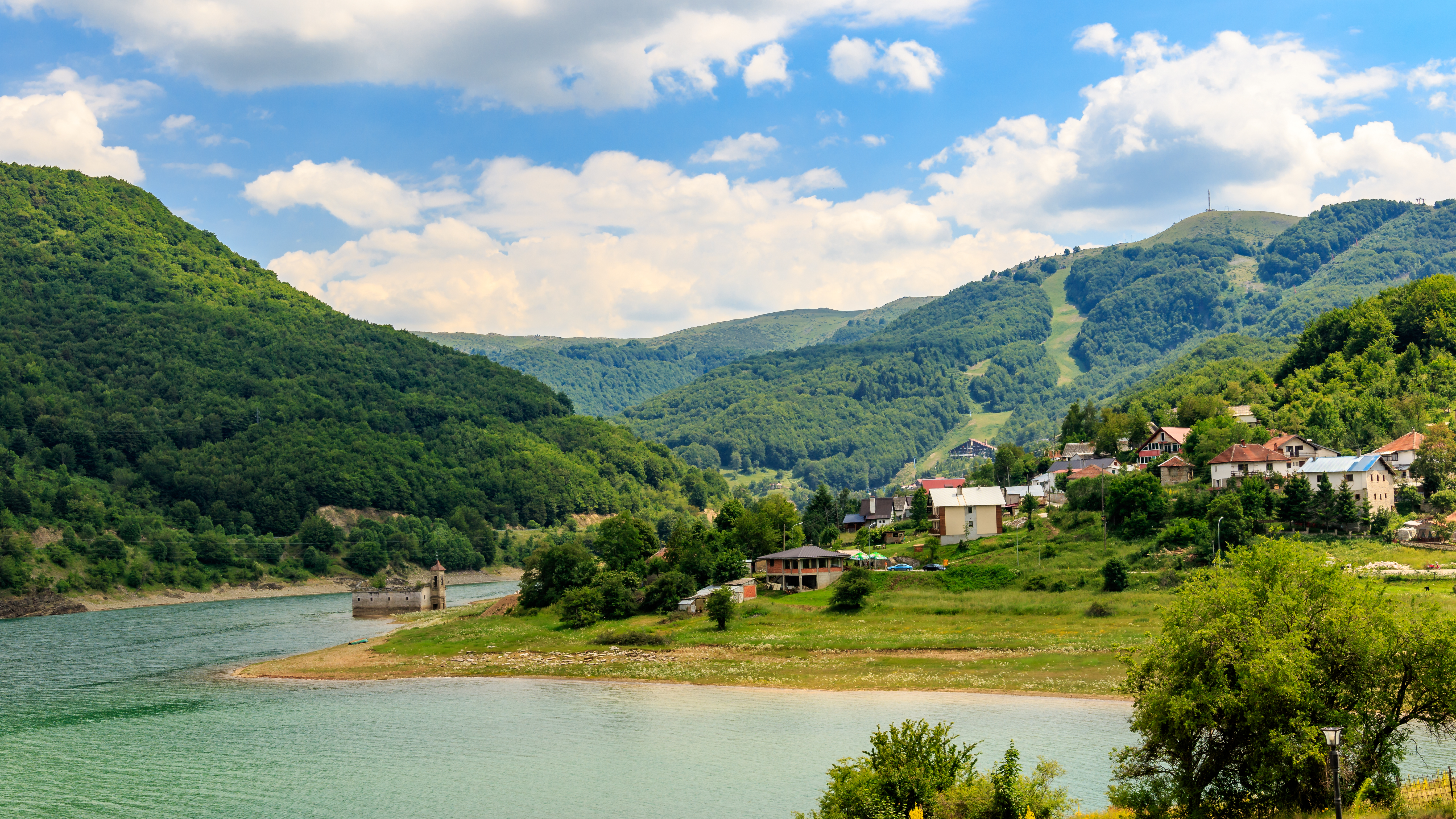
Mavrovo und Mavrovosee

Mavrovo (mazedonisch Маврово; albanisch definit Mavrova, indefinit Mavrovë) ist ein Dorf in der Gemeinde Mavrovo i Rostuša im Westen Nordmazedoniens. Es ist zugleich Amtssitz dieser Gemeinde, das neben Mavrovo noch 41 weitere Dörfer umfasst, und liegt am gleichnamigen See auf rund 1230 Meter über Adria. Bei Mavrovo liegt das bekannte Skigebiet Zare Lazarevski. Mavrovo ist über kurvenreiche Straßen von Gostivar, Kičevo und Debar her erreichbar. Es liegt auf der Fläche des gleichnamigen Nationalparks.
Der Ort hatte 166 Einwohner laut der letzten Volkszählung von 2002. 163 bezeichneten sich als ethnische Mazedonier und 3 als Serben.

## St.-Nikolaus-Kirche
1850 wurde die orthodoxe St.-Nikolaus-Kirche erbaut. 1953 wurde sie beim Aufstauen des Flusses Mavrovska Reka zum Mavrovosee überschwemmt. Bei niedrigem Wasserstand fällt sie aber regelmäßig trocken.

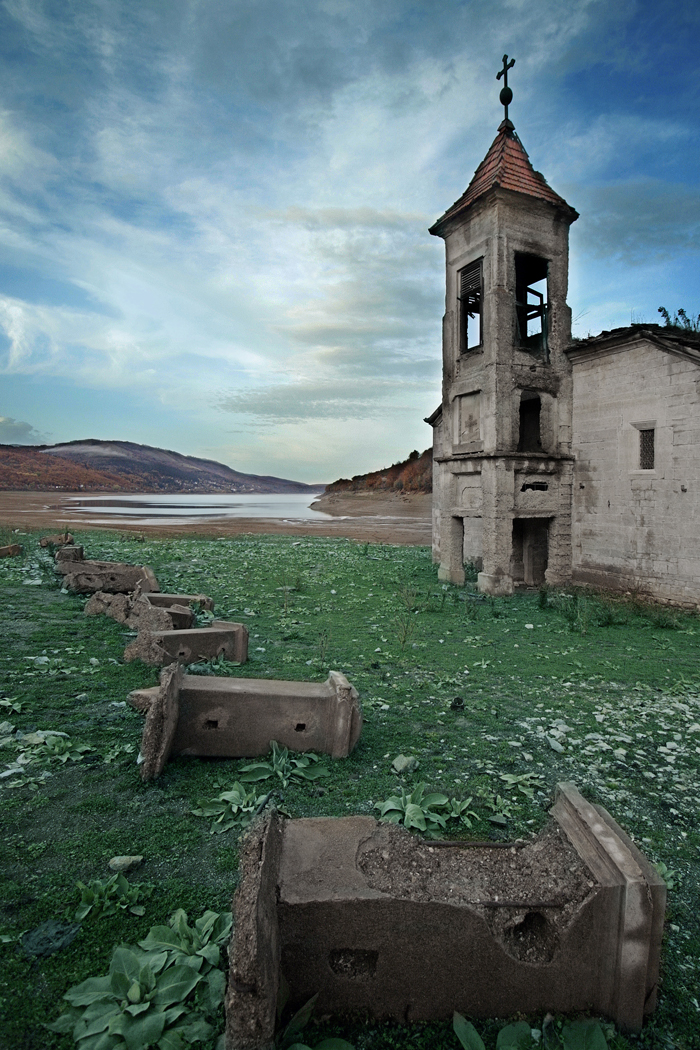
Ruine der St.-Nikolaus-Kirche
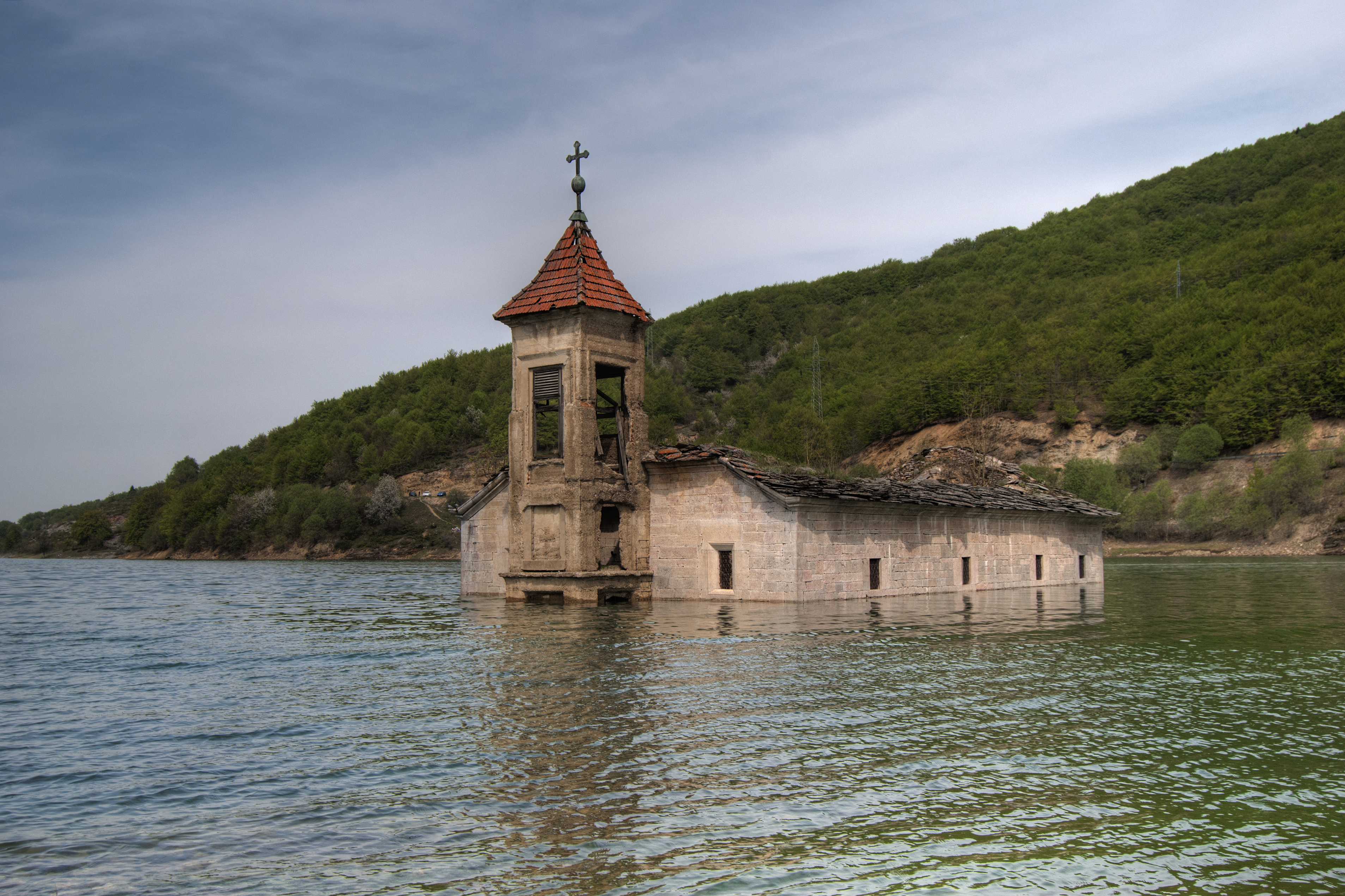
Ruine teils unter Wasser, hier 2013